# 花园塔楼
花园塔楼（Garden Tower）是德国法兰克福内城区的一座高层建筑。它建于1973年至1976年间，是黑森-图林根州银行的总部，也是法兰克福银行区的第一批高层建筑之一。该建筑由Novotny Mähner Assoziierte建筑公司设计。黑森-图林根州银行于1999年搬到新址，200米高的美茵塔。该塔于2003年至2005年期间进行了重大改建，并以其现名重新开放。
花园塔楼由最高达127米的两座塔楼组成。A座有25层，B座有14层。改建期间，塔楼被完全掏空，只剩下钢筋和混凝土骨架。去除石棉后，进行重新装修。
今天，法国兴业银行、博龙资产管理、纽约梅隆银行等公司的德国子公司设在花园塔楼。